# Фердинанд II (король Неаполя)
Фернандо II (26 июля 1469, Неаполь — 7 октября 1496, Неаполь) — король Неаполя в 1495—1496 годах из династии Трастамара (в Неаполе называемой обычно Арагонской). Сын короля Неаполя Альфонса II и Ипполиты Марии Сфорца (1446—1484). Стал королём Неаполя после отречения своего отца в январе 1495 года.

## Биография
Фердинанд II стал королём при катастрофических для него обстоятельствах. Король Франции Карл VIII, предъявивший в качестве наследника Анжуйской линии Валуа претензии на Неаполь, находился во главе сильной армии в Риме и готовился к вторжению в Неаполь. Дворянство и армия ненавидели правящую династию за преступления отца и деда нового короля и были готовы перейти на сторону французов. Фердинанд II бежал из Неаполя сначала на Искью, а затем под защиту своего арагонского родича — Фердинанда II Арагонского — на Сицилию. Французы, не встречая сопротивления, овладели Неаполитанским королевством в мае 1495 года. Карл VIII был коронован как король Неаполя.
Но усиление французских позиций в Италии встретило сопротивление других держав: папа Александр VI, король Германии Максимилиан I, король Арагона и Сицилии Фердинанд II и Венецианская республика образовали Итальянскую лигу против Франции. Карл VIII был вынужден с боями пробиваться во Францию. Оставленный им в Неаполе наместник герцог Монпансье и французы скоро возбудили к себе ненависть неаполитанцев своими грабежами и насилиями.
Фердинанд II вместе с союзной испанской армией под командованием Гонсало Агиляра в течение мая — июня 1496 года сумел освободить значительную часть своего королевства. В июне 1496 года Монпансье капитулировал и обязался покинуть страну. Фердинанд II смог с испанской помощью восстановить независимость Неаполя, но это имело роковые последствия для правящей династии. Фердинанд II Арагонский убедился в том, как слаба власть его неаполитанских родичей, и стал готовиться к захвату Южной Италии. Впрочем, Фердинанд II стал свидетелем только своего триумфа, но не увидел гибели своего королевства. 7 октября 1496 года он умер от дизентерии. Гроб с телом Фердинанда II находится в настоящее время в церкви Сан-Доменико-Маджоре в Неаполе.

## Семья
Фердинанд II был женат на своей тетке Джованне Арагонской (1478 — 27 августа 1518), самой младшей из дочерей его деда Фердинанда I, но не оставил детей. Ему наследовал его дядя Федериго.